# ژرژ پروس
ژرژ پِرُس (به فرانسوی: Georges Perros) نویسنده قرن بیستم میلادی اهل فرانسه بود.